# 돌돌이

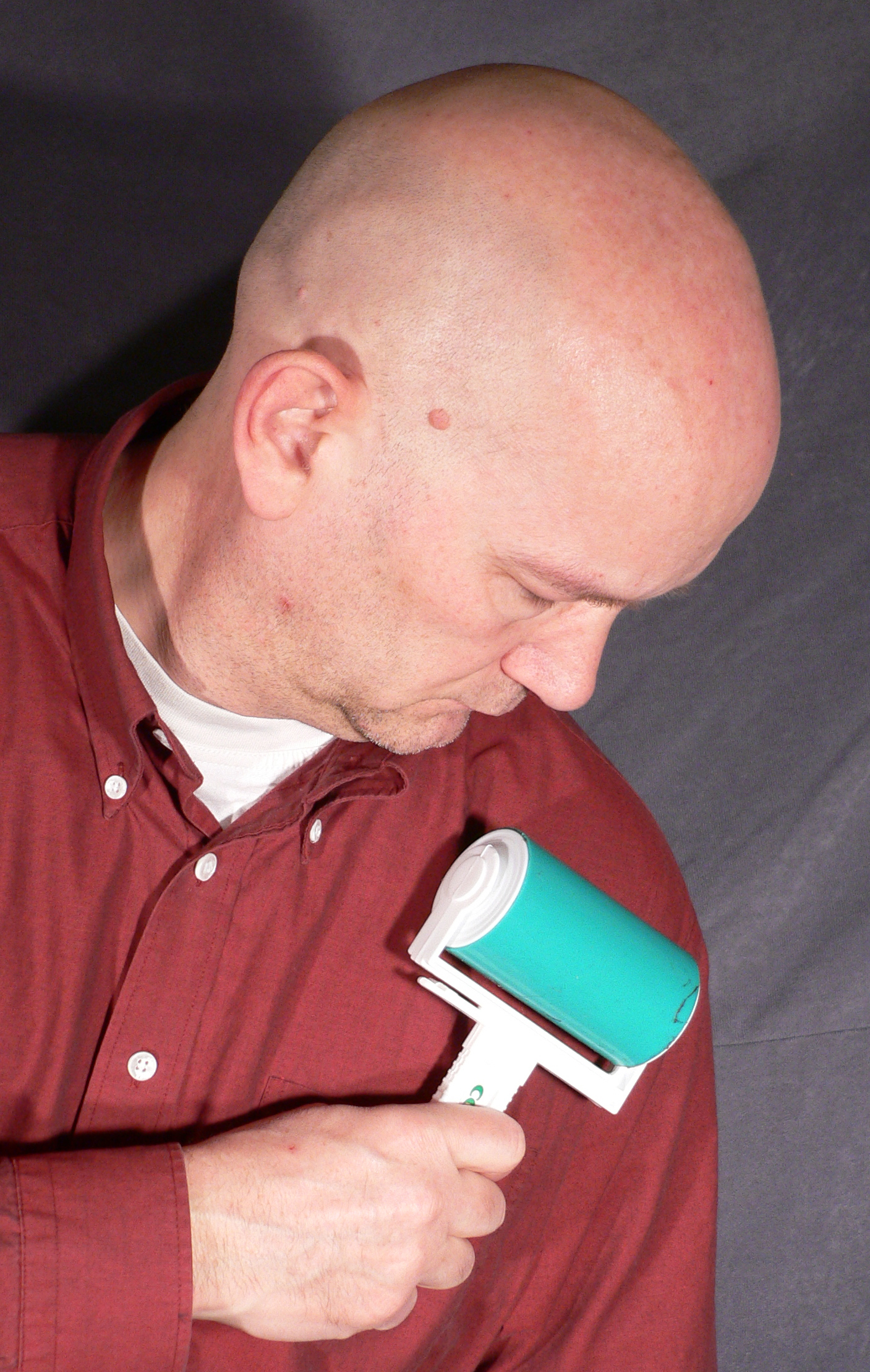
돌돌이

돌돌이 또는 테이프 클리너(한국어식 영어: tape cleaner 영어: lint roller, lint remover)는 먼지 등을 제거하기 위해 사용하는 도구이다. 손잡이가 달린 롤러에 단면 접착 테이프가 돌돌 감겨 있다.

## 어원
"돌돌이"는 작은 물건이 여러 겹으로 동글하게 말리는 모양을 나타내는 의태어인 "돌돌"에, 의성ㆍ의태어 뒤에 붙어 "사물"의 뜻을 더하고 명사를 만드는 접미사 "-이"가 붙은 형태이다. "테이프 클리너(tape cleaner)"는 일본어식 영어 "테푸 쿠리나(テープクリーナー)"를 차용한 것이다. 영어권에서는 "린트 리무버(lint remover)"나 "린트 롤러(lint roller)"라 부른다.

## 같이 보기
- 뽁뽁이
- 찍찍이